# Iowa Park
Iowa Park – miasto w Stanach Zjednoczonych, w stanie Teksas, w hrabstwie Wichita.
Swoją nazwę wzięło od osadników z Iowa oraz dużej liczby zaplanowanych parków.

## Demografia
Według przeprowadzonego przez United States Census Bureau spisu powszechnego w 2010 roku miasto liczyło 5 708 mieszkańców. Natomiast skład etniczny w mieście wyglądał następująco: Biali 70,8%, Afroamerykanie 2,5%, Azjaci 0,3%, pozostali 26,4%.